# 基蒂莱

基蒂莱在芬兰的位置

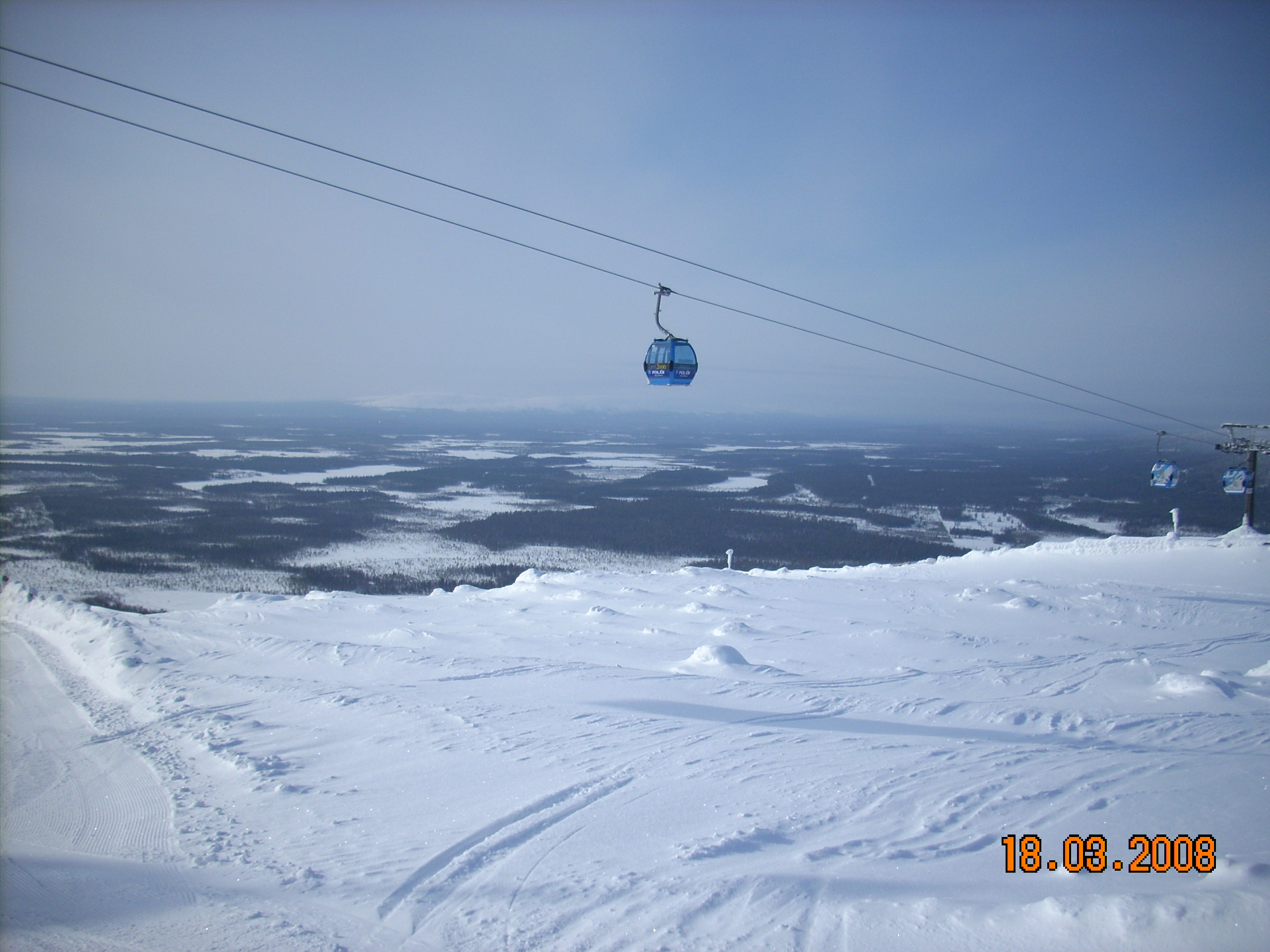
勒维滑雪场的缆车

基蒂莱（芬蘭語：Kittilä，伊纳里萨米语: Kittâl，北萨米语: Gihttel）是芬兰北部拉普兰區的一个市镇，也是很受欢迎的度假地。基蒂莱人口为6394人（2018年），面积为8263平方公里，其中168.39平方公里为水域；其人口密度为0.79人/平方公里。
著名的滑雪胜地勒维（Levi）就位于基蒂莱，这里十分适合开展高山滑雪和越野滑雪运动。附近的Kätkätunturi山上也可以穿上雪鞋行走。Kätkätunturi位于Levitunturi的西边，海拔504.6米，长7公里。
2006年6月5日，一家加拿大采矿公司Agnico-Eagle Mines宣布将在基蒂莱开采一座新的金矿。这将是欧洲最大的金矿，储量至少达到300万盎司纯金，价值18亿美元。据估计，这座金矿将以平均每年15万盎司的产量开采至少13年。
基蒂莱机场有芬兰航空前往赫尔辛基和伊瓦洛的航班。冬季时也有多家航空公司开通飞往基蒂莱的季节性航班和旅游度假包机。机场航站楼在2006年7月27日的一场大火中曾被严重烧毁，2007年完成重建，现已恢复正常运营。

## 基蒂莱名人
- 卡莱尔沃·帕尔萨（芬蘭語：Kalervo Palsa），艺术家
- 阿托·帕西林纳，小说家
- 雷达尔·塞雷斯托涅米，艺术家
- 埃伊纳里·永蒂拉（芬蘭語：Einari Junttila），艺术家[2]
- 雷伊约·拉埃卡利奥（芬蘭語：Reijo Raekallio），艺术家[3]